# اندیس آنومالی گنه بو
آنومالی گنه بو یک اندیس فلزی است که در حوالی شهر تیزنیزه استان کردستان قرار دارد و مادهٔ معدنی موجود در آن، طلا است.سنگ میزبان این اندیس شیست با رگه‌های سیلیس و کلسیت، سنگ آهک با رگه‌های سیلیسی است  